# Might and Magic VII
A Might and Magic VII: For Blood and Honor egy 1999-ben megjelent számítógépes szerepjáték, a Might and Magic sorozat hetedik része. A New World Computing fejlesztette, és a 3DO adta ki. Közvetlen folytatása az előző epizódnak és a Heroes of Might and Magic III című játéknak is. A játékos egy négy főből álló kalandozócsapatot irányíthat, amely kezdetben egy kastélyért folyó lovagi játékban vesz részt, majd belesodródik az Antagarich kontinensén sajló játszmákba. Ennek során olyan döntéseket is meg kell hoznia, amellyel oldalt választ és ennek során egy korábbi epizód, a Might and Magic III karaktereinek egyes frakcióihoz csatlakozik.
Közvetlen folytatása, a Might and Magic VIII: Day of the Destroyer 2000-ben jelent meg.

## Játékmenet
A játék felépítése nem sokat változott az előző részhez képest, néhány apró ponton azonban módosításokat végeztek el. A karakterek immár négy különböző fajból választhatók ki: ember, tünde, törp, és goblin; emellett három új karakterosztály is megjelent: a tolvaj, a szerzetes, és a kósza. A képzettségek rendszerét is átdolgozták, megjelent pár új képzettség, valamint a nagymesteri szint – ezzel egyidejűleg azonban korlátozásokat is bevezettek. Ugyanis már nem tudja akármelyik karakter elsajátítani akármelyik képzettséget, és nem is a legmagasabb szinten. Példának okáért egy tolvaj karakter a kardot csak mesterszinten tudja használni, míg a lovag ugyanezt már nagymesterként is megteheti. A mágiarendszer is átalakult kissé: néhány varázslatot kivettek, pár új pedig bekerült a játékba. Varázslatokat már csak akkor tudunk megtanulni, ha az ahhoz szükséges jártassági szintünk is megvan, ezzel együtt a jártassághoz kapcsolódóan a már megtanult varázslatok erősebbek lesznek. Jó példa erre a repülés képessége: eleve csak a levegővarázslatot mesterszinten ismerők tudják megtanulni, de az a karakter, amelyik nagymesterszinten jártas benne, mágiapontok levonása nélküli repülésre képes. A grafikai megjelenítés is kapott egy kis felfrissítést, opcionálisan már elindítható a játék 3D gyorsítással a szoftveres renderelés helyett, bár ez a gyakorlatban olyan nagy különbséget nem jelent.
A változtatásokon túl újdonságok is bekerültek. Például két fontos döntést is meg kell hoznunk a játék során. Mindkét döntés a tündék és emberek háborújához kapcsolódik., de amíg az egyik csak kisebb jelentőségű és a játékos otthonául szolgáló területre van csak kihatással, addig a másik egy egyértelmű elköteleződés valamelyik oldal mellett. Egy küldetés során ugyanis meg kell találnunk Harmondale döntőbírájának utódát, és ettől a választástól függően kötelezzük el magunkat a Fény vagy a Sötétség oldalán. Ez néhány dologra kihatással van: vizuálisan a játék interfésze fehér vagy fekete színűre vált, olyan küldetéseket kaphatunk meg, amelyeket a másik oldalon nem, és az ellenkező oldalt támogató városokban mindenki ellenséges lesz velünk szemben. A két oldalhoz két mágia tartozik: a fény és a  sötétség mágiája, amit értelemszerűen nem lehet elsajátítani a másik oldalon álló karaktereknek. Az oldalválasztás az előléptetésekre is hatással van: egy paladin, aki keresztes lovaggá léphet elő, a jó oldalon az utolsó előléptetés után a hős, a rossz oldalon a gazember titulust kapja meg.
A játék része lett egy minijáték, az úgynevezett Arcomage is, amelyhez két mellékküldetés kapcsolódik. Ez tulajdonképpen egy kártyajáték, amelyben mindkét játékosnak van egy tornya és egy fala, és az adott kártyák felhasználásával lehet építeni a sajátunkat vagy rombolni az ellenségét.

## Cselekmény
A játék, akárcsak az előző rész, Enroth bolygóján játszódik, de már egy másik kontinensen, Antagarichon. Itt több régió is található: a tündék uralma alatt álló Avlee vagy Tularean Forest, Deyja pusztasága, ahol a nekromanták tanyáznak, Tatalia mocsarai és havas hegycsúcsai, Bracada sivataga és a felhők között található Celeste városa, Nighon, a Smaragd-szigetek, a törpkirályság Evermorn, az emberkirályság Erathia, és Harmondale. A területek jelentős része a Heroes of Might and Magic III-ban is megtalálható, bár a fejlesztőcsapatok közti kommunikációs problémák miatt néha kissé eltérő kivitelben (pl. Bracada a Heroes 3-ban hófedte táj, itt pedig sivatag). A játék a Heroes 3 cselekménye után kezdődik, Avlee tündéi és Erathia emberei közt nő a feszültség Harmondale hovatartozása miatt.
A Might and Magic III végén Terra nyolc hőse (Sir Caneghem, Crag Hack, Maximus, Resurectra, Dark Shade, Kastore, Robert the Wise és Tolberti) útnak indult a Lincoln űrhajóval, hogy üldözőbe vegyék Corakot és Sheltemet. A Xeen nacell helyett azonban Enrothon kötöttek ki egy kényszerleszállást követően. Érkezésükkor a tündék és a goblinok éppen háborúztak, és csak annyit láttak, hogy a nyolc alak furcsa öltözékben kikecmereg a vízből, majd vitatkozni kezdenek a küldetésükön, s ezután kettéválnak. A tündék elmondják, amit láttak uruknak, Gavin Magnusnak, Celeste halhatatlan királyának, a goblinok pedig ugyanezt teszik Deyjában Archibald Ironfistnek, aki szövetségre lépett az itteni nekromantákkal. Azok alapján, amit hallottak, mindkét oldal kerestetni kezdi az idegeneket.
Eközben a Smaragd-szigeteken a gazdag Lord Markham kincsvadászatot hirdet. Az első díj csábító: nem más, mint a meseszép Harmondale-kastély és a környező földek. A játékos által irányított négy karakter részt vesz a megmérettetésben, így övék lesz az első díj – viszont amikor birtokba veszik a kastélyt, ledöbbennek annak rossz állapotán. Miután kitakarítják az épületet és IX. Hothfarr törp király embereivel rendbeszedik a kastélyt, követek érkeznek hozzájuk: egy ember és egy tünde. Mindkettő azt akarja, hogy találkozzunk az uralkodójukkal, aki lehet vagy Eldrich Parson, a tündék uta, vagy Catherine Ironfist királynő, Erathia uralkodója. Hamar kiderül számukra, hogy Lord Markham nem véletlenül hirdette meg nyereményként a kastélyt: az épület és a kornyező földek vitatott hovatartozásúak, és mind Avlee, mind Erathia szeretné azt. Most emiatt kitört köztük a háború, Grey döntőbíró fáradozásai ellenére.
Természetesen mindkét uralkodó azt szeretné, ha a másik ellen kémkednénk. Ezt vagy megtesszük egy hónapon belül, vagy a másik fél tudomására hozzuk, hogy mire kértek minket. Akárhogy is, a két szembenálló fél Tularean Forest területén összecsap, egy nagyon értékes tárgyért, Gryphonheart Harsonájáért. Ha idejében érkezünk, mi magunk dönthetjük el a csatát azzal, hogy valamelyik félnek átadjuk az ereklyét, de odaadhatjuk a döntőbírónak is, így kivívva Harmondale függetlenségét. Néhány hónappal a háború lezárultát követően Grey döntőbíró meghal, és meg kell találnunk a helyettesét. Két lehetséges jelölt van: a bracadai mágusok által jelölt Fairweather, vagy a deyjai nekromanták által javasolt Sleen. Választásunk a háború kimenetelére is hatással van: ha Sleent választjuk, a háború elfajul, a nekromanták pedig az elhunyatkból egy élőhalott sereget toboroznak, viszont Fairweather választásával a háború véget ér. Választásunk függvényében valamelyik oldal uralkodója maga elé hívat minket, s előbb egy próbatételt kell kiállnunk, hogy találkozhassunk a négy tanácsadóval. Róluk kiderül, hogy nem mások ők, mint a kettészakadt kalandorcsapat egyik fele.
A tündék és a goblinok ugyanis azt nem hallották, hogy min is vitatkozik a Terráról érkezett csapat. Ez nem más volt, mint a küldetésük: egyik felük, Resurectra, Robert the Wise, Crag Hack és Sir Caneghem egy kaput akartak nyitni az Ősökhöz, amellyel utolérhették volna a két renegát Őrzőt, és talán az Ősöket magukat is. Másik felük, Kastore, Tolberti, Dark Shade és Maximus ezzel szemben az Ősök által készített rég elfeledett gépet, a Mennyei Kohót szeretnék beüzemelni, hogy futurisztikus fegyvereket gyártsanak a segítségével és leigázzák Enroth földjét. A csapat tehát kettévált, egy jó és egy gonosz félre, de még ezek előtt a Lincoln űrhajón elhelyeztek egy csapdát azért, hogy egyikük se tudja azt használni. A gonosz csapat Kastore vezetésével Deyjába ment, hogy Archibalddal közösen tervezzék a Mennyei Kohó helyreállítását, a jók pedig Resurectra vezetésével és Gavin Magnus segítségével a kaput akarják megépíteni. Mindkét csapatnak szüksége van egy Oscillation Overthruster nevű eszközre a céljaik eléréséhez, és ezt az eszközt a kalandorcsapatnak kell elhoznia.
Még mielőtt azonban erre sor kerülne, a játékosok belekeverednek a Kreeganek itteni háborúiba, és végezniük kell vezetőjükkel, Xenofex-szel. Az Óriások Földjén utazva, függetlenül attól, hogy melyik oldalt választottuk, üzenetet kapunk Archibald Ironfisttől: Kastore megdöntötte az uralmát és átvette a hatalmat a nekromanták felett. Elkeseredetten és bűntudatosan a múltban elkövetett vétkei miatt arra kéri a kalandorokat, hogy mentsék meg a testvérét, Rolandot a kreeganek erődjéből, s így Catherine királynő talán visszavonja a fejére kitűzött vérdíjat. Miután sikerrel járnak, Roland kiszabadul, Archibald pedig visszavonja a trónigényét és egy szigetre költözik néhány követőjével együtt.
A kreeganekkel való leszámolást követően a csapat megkapja búvárruháját és a Lincolnra utazik, ahol a biztonsági robotokkal való leszámolást követően szert tesznek az Oscillation Overthrusterre. A játék végkmenetele attól függ, melyik oldalt választottuk: ha a jó oldalt, elkészül a kapu, és valamennyien egy űrállomásra teleportálnak, ahol egy szintén Corak névre hallgató őrző fogadja őket és elmeséli az Ősök háborúit. Ha a gonosz oldalt választottuk, a Mennyei Kohó használatával hatalmas mennyiségű futurisztikus fegyvert készítenek és leigázzák egész Enroth-t. A Heroes of Might and Magic III: Armageddon's Blade eredeti története szerint ez utóbbi lett volna a kanonikus befejezés, de ettől utóbb elálltak.

## Fogadtatás
A játék többnyire pozitív kritikákat kapott, illetve az Év Szerepjátéka címre jeloléseket különféle szaklapoktól, de az éppen az abban az évben megjelent Planescape: Torment miatt végül egyiket se nyerte el.

## Fordítás
- Ez a szócikk részben vagy egészben  a   Might and Magic VII: For Blood and Honor című angol Wikipédia-szócikk ezen változatának fordításán alapul.  Az eredeti cikk szerkesztőit annak laptörténete sorolja fel. Ez a jelzés csupán a megfogalmazás eredetét és a szerzői jogokat jelzi, nem szolgál a cikkben szereplő információk forrásmegjelöléseként.